# Föllinge församling
Föllinge församling var en församling i Härnösands stift. Församlingen låg i Krokoms kommun i Jämtlands län. Församlingen uppgick 2006 i Föllinge, Hotagen och Laxsjö församling.

## Administrativ historik
Församlingen har medeltida ursprung. 1842 utbröts Frostvikens församling, 1846 Hotagens församling och 3 mars 1887 Laxsjö församling. 
Församlingen var annexförsamling till 1746 i pastoratet Lit, Häggenås, Kyrkås och Föllinge för att från 1746 till 1842 utgöra ett eget pastorat. Från 1842 till 1 maj 1861 moderförsamling i pastoratet Föllinge, Frostviken och Frostvikens lappförsamling som från 1846 även omfattade Hotagens församling. Från 1 maj 1861 till 2006 moderförsamling i pastoratet Föllinge, Hotagen som från 3 mars 1887 även omfattade Laxsjö.  Församlingen uppgick 2006 i Föllinge, Hotagen och Laxsjö församling som 2010 namnändrades till Föllingebygdens församling.

## Kyrkor
- Föllinge kyrka